# Мадисон (округ, Джорджия)
Ма́дисон (англ. Madison County) — округ штата Джорджия, США. Население округа на 2000 год составляло 25 730 человек. Административный центр округа — город Даниелсвилл.

## История
Округ Мадисон основан в 1811 году.

## География
Округ занимает площадь 735,6 км².

## Демография
Согласно Бюро переписи населения США, в округе Мадисон в 2000 году проживало 25 730 человек. Плотность населения составляла 35 человек на квадратный километр.